# Batalla del cap Orlando
La batalla del cap Orlando fou una batalla ocorreguda entre el 3 i el 4 de juliol de 1299 en el context de la Guerra de Sicília entre la Corona d'Aragó i el Regne de Sicília.

## Antecedents
La mort d'Alfons el Franc el 1291 donà origen, quatre anys més tard, a un gran conflicte entre la Corona d'Aragó i el Regne de Sicília doncs Jaume el Just fou proclamat comte rei de la Corona d'Aragó i delegà el regne de Sicília en el seu germà petit, Frederic.
La pau d'Anagni es va signar el 1295, i en ella Jaume el Just cedia el Regne de Sicília als Estats Pontificis i rebia del papa en compensació 12.000 lliures torneses i probablement la promesa d'infeudació de Còrsega i Sardenya, el casament de Jaume el Just amb Blanca de Nàpols, filla de Carles II d'Anjou i el retorn dels tres fills que Carles II d'Anjou havia hagut de deixar com a ostatges a Catalunya en canvi de la seva llibertat el 1288. Aquest tractat alterà radicalment la situació, car els sicilians es consideraren deslligats de la fidelitat deguda a Jaume II de Mallorca. En el mateix document, Carles I de Valois renunciava a la Corona d'Aragó i Jaume el Just tornava les Balears a Jaume II de Mallorca, a qui havien estat confiscades per Alfons el Franc.
Frederic II de Sicília es va oposar a la pèrdua de Sicília i va comptar amb el suport de molts dignataris catalans de Sicília, sent coronat rei de Sicília el 25 de maig de 1296, i iniciant una ofensiva a Calàbria. Roger de Llúria, desposseït dels seus castells sicilians, va passar a Calàbria on va intentar un aixecament contra Frederic, però fou derrotat en la batalla de Catanzaro i va tornar a Catalunya a bastir un nou estol en nom de Jaume el Just.
Jaume el Just anà a Roma el 1297 on Bonifaci VIII el va requerir per atacar a Frederic, que es negava a lliurar Sicília a l'Església i als angevins. La flota va desembarcar, va prendre Patti i va assetjar Siracusa. Però Joan de Llúria fou mort i Jaume el Just va aixecar el setge per preparar un nou estol per atacar Sicília.

## Batalla
A finals de juny de 1299, Jaume el Just va desembarcar a San Marco d'Alunzio amb un estol comandat per Roger de Llúria. L'estol sicilià va arribar el 3 de juliol comandat per Conrad d'Oria i amb la presència a bord de Frederic II de Sicília. Es va trobar les naus catalanes a la platja en formació de lluna creixent amb la popa mirant al mar, i es va produir un petit assalt que fou rebutjat.
L'endemà van arribar les vuit darreres galeres sicilianes, que venint de l'oest havien travessat una tempesta durant la nit i havien patit danys. Frederic va prendre el comandament dels sicilians i els dos estols es van atacar a distància en formació de lluna creixent, fins que una galera siciliana, desorganitzant els seus, va atacar i fou envoltada per sis catalanes. Quan van aparèixer sis galeres catalanes rere les línies sicilianes, van provocar la fugida de sis galeres en un primer moment, i d'una dotzena més a continuació, incloent la del rei Frederic, que els catalans van deixar fugir, per capturar la resta de galeres.

## Conseqüències
Un cop vençut l'estol sicilià, l'almirall Roger de Llúria practicà una cruel matança dels captius, de manera que al voltant de 6.000 homes foren assassinats de diverses formes davant els ulls de tothom.